# Jadson André
Jadson André (Natal, 13 de março de 1990) é um surfista profissional brasileiro.

## Biografia

### Carreira

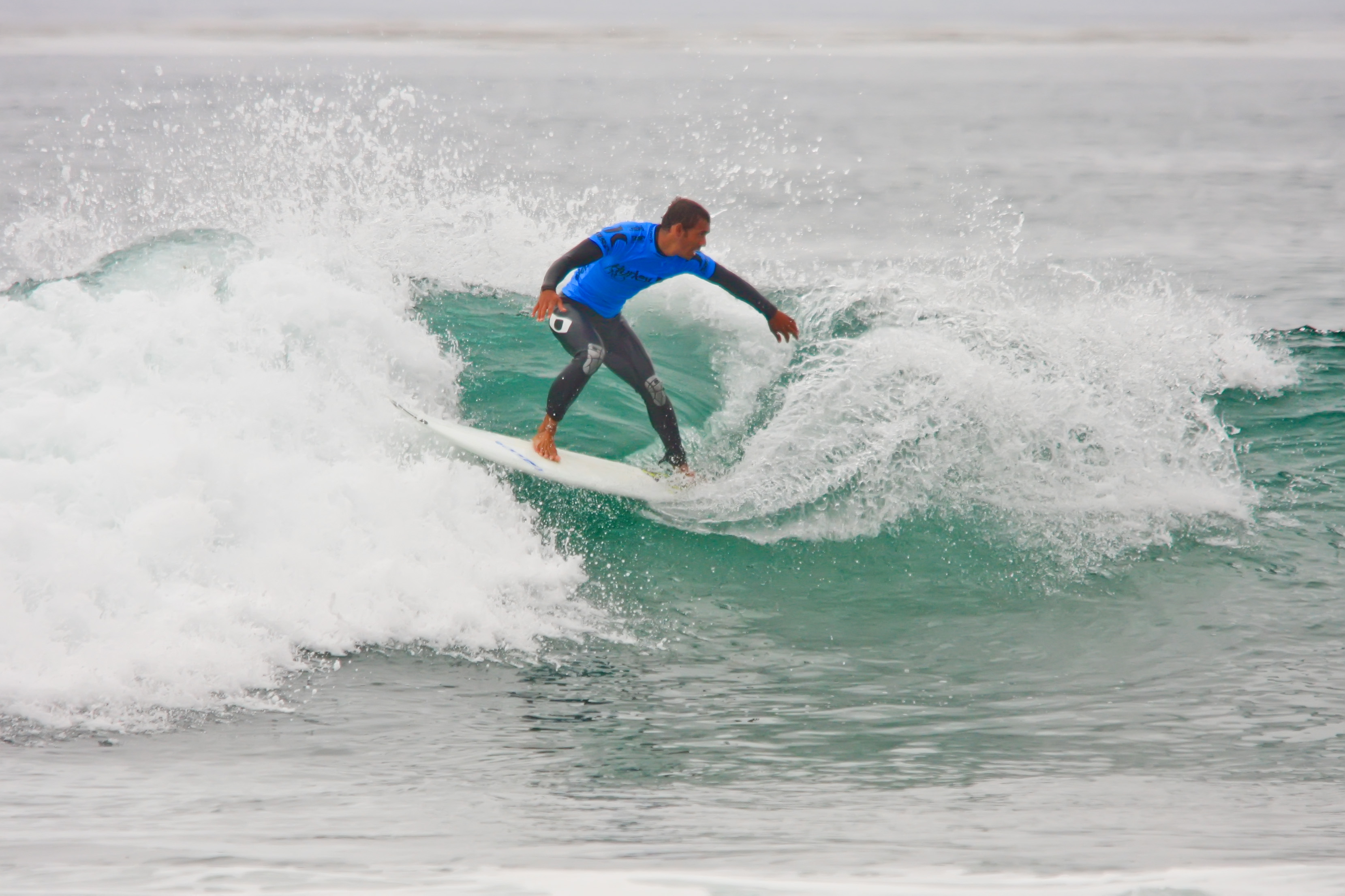
Jadson no campeonato Hurley Pro em San Diego, California, EUA.

Vindo de uma família humilde, Jadson começou a surfar aos 10 anos por brincadeira, nas praias de natal, inclusive a Praia de Ponta Negra, onde se localiza o grande ponto turístico da cidade, o Morro do Careca. Jadson também foi criado por seus familiares na cidade de Alexandria, onde passou uma parte de sua infância. Atualmente pode ser considerado um dos melhores surfistas profissionais do Brasil.

## Títulos
| Vitórias no ASP World Tour |                    |                          |        |
| Ano                        | Evento             | Local/Praia              | País   |
| 2010                       | Santa Catarina Pro | Imbituba, Santa Catarina | Brasil |

- Campeão mundial Júnior
- 2x vice campeão mundial pró Júnior
- Campeão do WQS 6*prime em Durban 2009
- Terceiro colocado no Circuito Mundial WQS
- Campeão do WCT Brasil 2010, em Imbituba, Santa Catarina

## ASP World Tour
Umas de suas maiores conquistas no esporte, foi o título da etapa do Brasil do ASP World Tour realizado em 2010, em Imbituba (SC) com uma brilhante vitoria, vencendo um dos maiores surfistas em atividade, o americano Kelly Slater, onze vezes campeão mundial.
Com apenas 20 anos de idade e estreante na divisão de elite do surfe mundial, o potiguar conquistou a primeira vitória na etapa brasileira do ASP World Tour em 29 de abril de 2010 em Imbituba. O último título do Brasil em casa tinha sido o do paranaense Peterson Rosa em 1998, quando ela ainda era no Rio de Janeiro. 